# Căian (sit SCI)
Căian este un sit de importanță comunitară (SCI) desemnat în scopul protejării biodiversității și menținerii într-o stare de conservare favorabilă a florei spontane și faunei sălbatice, precum și a habitatelor naturale de interes comunitar aflate în arealul zonei protejate. Acesta este situat în centrul Transilvaniei, pe teritoriul județului Cluj.

## Localizare
Aria naturală se află în partea central-estică a județului Cluj, pe teritoriile administrative ale comunelor Cojocna și Suatu (în partea vestică a  satului Dâmburile), în imediata apropiere de drumul județean DJ161A, care leagă localitatea Apahida de Ceanu Mare.

## Înființare
Zona a fost declarată sit de importanță comunitară prin Ordinul Ministerului Mediului și Dezvoltării Durabile Nr.1964 din 13 decembrie 2007 (privind instituirea regimului de arie naturală protejată a siturilor de importanță comunitară, ca parte integrantă a rețelei ecologice europene Natura 2000 în România) și se întinde pe o suprafață de 235 hectare.
Situl reprezintă o zonă naturală (păduri de foioase, pajiști naturale, pășuni, terenuri arabile cultivate) încadrată în bioregiunea continentală a Câmpiei Fizeșului (unitate geomorfologică aflată în sudul Câmpiei Transilvaniei.

## Biodiversitate
Arealul „Căian” a fost desemnat ca sit Natura 2000, în scopul protejării biodiversității și menținerii într-o stare de conservare favorabilă a florei și faunei sălbatice, precum și a unor habitate naturale de interes comunitar, aflate în partea central nord-estică a Depresiunii Brașovului. Situl dispune de trei tipuri de habitate (Păduri stepice euro-siberiene de Quercus sp, Tufărișuri subcontinentale peri-panonice și Pajiști stepice subpanonice) ce adăpostesc o gamă floristică divesificată, caracteristică stepelor din Câmpia Transilvană.
Flora ariei naturale are în componență arbori și arbusti cu specii de: stejar (Quercus robur), gorun (Quercus petraea), carpen (Carpinus betulus),arțar tătăresc (Acer tataricum), jugastru (Acer campestre), alun (Corylus avellana), corn (Cornus mas), sânger (Cornus sanguinea), păducel (Crataegus monogyna), porumbar (Prunus spinosa),  prunus (Prunus tenella), lemn câinesc (Ligustrum vulgare), dârmoz (Viburnum lantana).

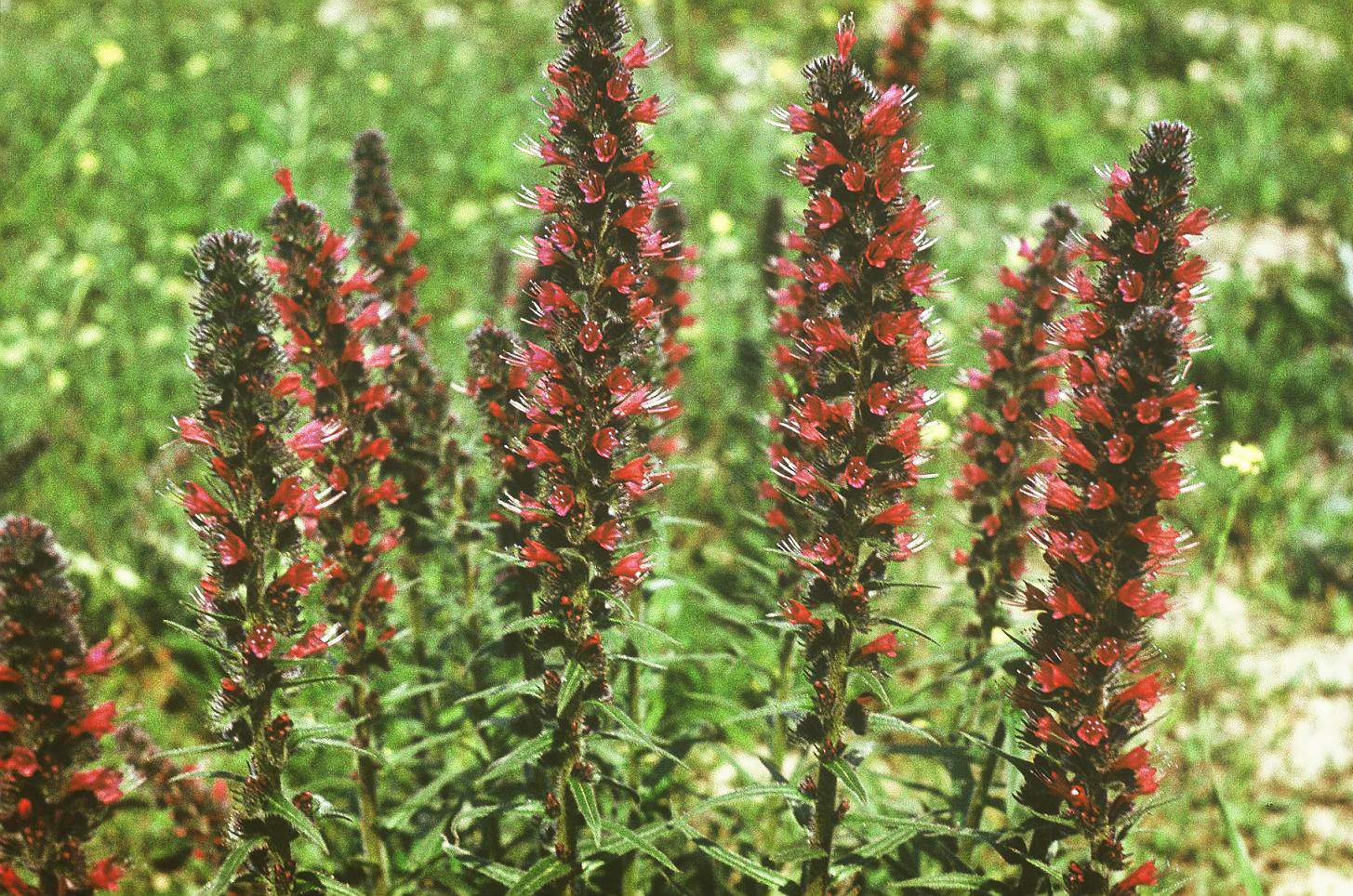
Capul-şarpelui (Echium russicum)

La nivelul ierburilor vegetează trei rarități floristice protejate prin Directiva Consiliului European 92/43/CE din 21 mai 1992 (privind conservarea habitatelor naturale și a speciilor de faună și floră sălbatică); astfel: capul-șarpelui (Echium russicum), târtan (Crambe tataria) și lintea-pratului (Astragalus peterfii, specie endemică pentru acest sit). 
Alte specii de plante întâlnite în arealul sitului: Jurinea mollis ssp. transylvanica și Peucedanum tauricum (alte două specii endemice pentru această zonă), zăvăcustă (Astragalus dasyanthus), rușcuță de primăvară (Adonis vernalis), usturoi sălbatic (Allium albidum), sipică (Cephalaria uralensis), frăsinel (Dictamnus albus), popilnic (Asarum europaeum), crestată (Aposeris foetida), sânziene de pădure (Galium schultesii), poala "Sfintei Mării" (Nepeta ucranica), omag galben (Aconitum anthora), salvie (Salvia transsylvanica), gălbinare (Serratula radiata), mărgică (Melica nutans), plămânărică (Pulmonaria officinalis), pecetea lui Solomon (Polygonatum latifolium), veronică (Veronica teucrium), cinci-degete (Potentilla alba), sulițică (Dorycnium herbaceum), bălbișă (Stachys sylvatica), spânz (Helleborus purpurascens), buruiană-de-cinci-degete (Potentilla recta), iarbă deasă (Poa nemoralis) sau firuță (Poa angustifolia).

## Căi de acces
- Drumul național DN16 pe ruta: Cluj Napoca - Apahida - drumul județean DJ161A în direcția Cojocna.

## Monumente și atracții turistice
În vecinătatea sitului se află câteva obiective de interes istoric, cultural și turistic (lăcașuri de cult, situri arheologice, arii naturale protejate); astfel: 

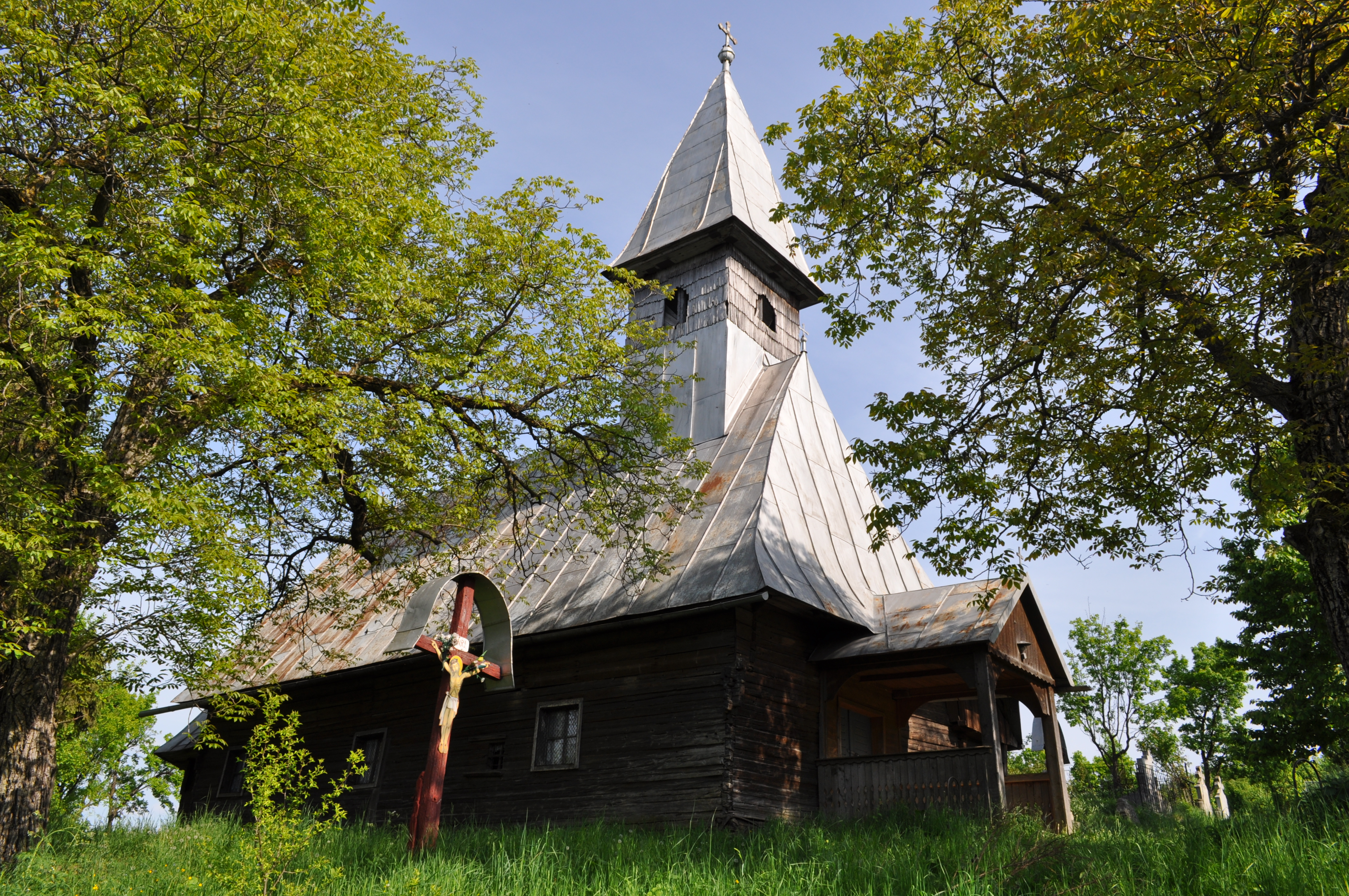
Biserica de lemn din Cojocna

- Biserica de lemn "Intrarea în Biserică" din Cojocna, construcție 1796, monument istoric.
- Biserica reformată din Cojocna, construcție 1822-1825, monument istoric.
- Biserica unitariană din Suatu, construcție sec. XIV - XV, monument istoric.
- Situl arheologic de la Aruncuta (așezări din sec. II - III p. Chr., Epoca romană și Perioada de tranziție la epoca bronzului, Cultura Coțofeni, faza III).
- Situl arheologic de la Căianu (așezări atribuite perioadelor: Epoca migrațiilor, Epoca romană, Preistorie, sec. II - III p. Chr., Neolitic).
- Situl arheologic de la Cojocna (așezări și tumuli din sec. IV și Preistorie).
- Rezervația naturală Fânațele Suatu I și II.